# Sathodrilus lobatus
Sathodrilus lobatus är en ringmaskart som beskrevs av Holt 1977. Sathodrilus lobatus ingår i släktet Sathodrilus och familjen Cambarincolidae. Inga underarter finns listade i Catalogue of Life.